# Guidovia

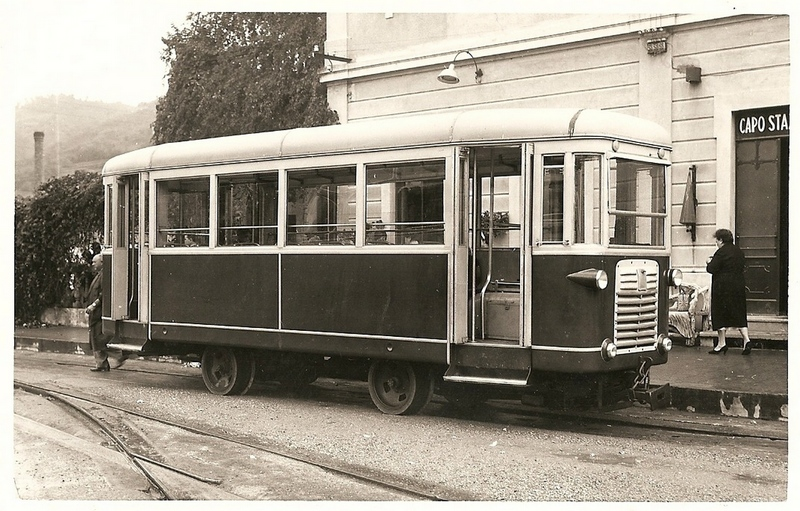
Fahrzeuge 11 der Guidovia

Die Guidovia ist eine dem Spurbus ähnliche Bahn mit Vollgummireifen als Reibungsunterstützung, die Steigungen bis zu 8,3 Prozent überwinden kann (vergleiche dazu Pöstlingbergbahn).
Die Schienen übernehmen nur die Führung des Fahrzeugs – nicht jedoch den Lastabtrag.
Alberto Laviosa aus Piacenza entwickelte dieses System im Jahre 1929 und gründete die Gesellschaft „Auto Guidovie Italiane Spa“ zur Vermarktung des Konzepts. Die Gesellschaft existiert noch heute – aber als reines Transportunternehmen.
Eine derartige Anlage führte von San Quirico bei Genua nahe dem Giovipass über 10,6 km und 700 m Höhenunterschied zum Santuario della Guardia. Der Oberbau des Gleises ist bedingt durch den Vortrieb über die Gummireifen sehr leicht. Die Bahn wurde Ende der 1960er Jahre eingestellt, da der Zustand des Oberbaus desolat war.
Die Weiterentwicklung des Systems erfolgte mit den „Michelines“ und den pneubereiften Zügen der Métro Paris.

## Erinnerungskultur

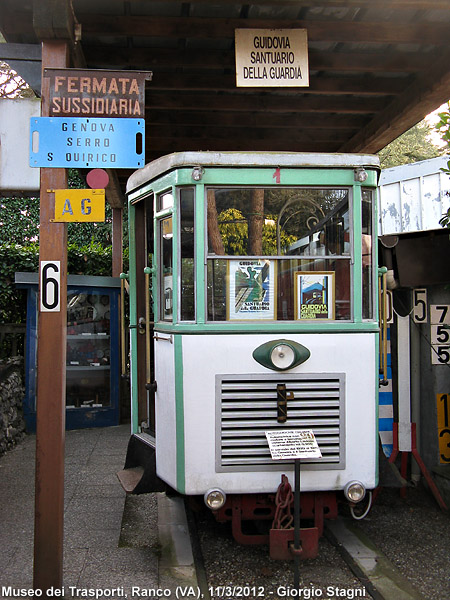

Eines der Fahrzeuge ist im Museum Ogliari di Ranco erhalten.